# Joseph Brevard Kershaw
 (octobre 2024).
Joseph Brevard Kershaw, né le 5 janvier 1822 à Camden (États-Unis) et mort le 13 avril 1894 dans la même ville, est un avocat, juge et un général confédéré de la guerre de Sécession.

## Avant la guerre
Kershaw naît à Camden en Caroline du Sud, et est admis au barreau en 1843 ; il est membre du sénat de Caroline du Sud de 1852 à 1856. Kershaw participe aux combats pendant la guerre américano-mexicaine, mais tombe dangereusement malade et on lui permet de retourner chez lui[réf. souhaitée].

## Guerre de Sécession
Au début de la guerre de Sécession, Kershaw commande le « 2nd South Carolina Volunteer Infantry Regiment » et prend part à la première bataille de Bull Run. Le 2nd South Carolina est présent à Morris Island lors de l'incident du fort Sumter. Il est nommé brigadier général le 13 février 1862, et commande une brigade dans l'armée de Virginie du Nord de Robert E. Lee pendant la campagne de la Péninsule, à la fin de laquelle il continue avec Lee et prend part à la campagne de Virginie septentrionale et à la campagne du Maryland. Vers la fin de la bataille de Fredericksburg, il succède au brigadier général T. R. R. Cobb, après sa mort, et repousse les deux dernières attaques menées par les fédéraux sur Marye's Heights[réf. souhaitée].
L'année suivante, il participe à la bataille de Gettysburg et est ensuite transféré avec le corps du lieutenant général James Longstreet vers l'ouest, où il prend part à la charge qui détruit l'aile droite fédérale à Chickamauga. Après la relève de McLaws à la suite de la bataille de Knoxville, Kershaw reçoit le commandement de la division. Lorsque Longstreet retourne en Virginie, il commande une division lors des batailles de la Wilderness, Spotsylvania Court House et Cold Harbor, et il participe à la campagne de la Shenandoah de 1864 contre le major général Philip Sheridan. Après l'évacuation de Richmond, ses troupes font partie du corps du lieutenant général Richard S. Ewell qui est capturé lors de la bataille de Sayler's Creek le 6 avril 1865.

## Après la guerre
À la fin de la guerre, il retourne en Caroline du Sud et en 1865 est choisi pour être président du sénat de l'État. Il est juge de la Circuit Court de 1877 à 1893. En 1894, il est nommé Maître de poste, un poste qu'il occupe jusqu'à sa mort la même année. Il meurt à Camden et est enterré là-bas dans le cimetière Quaker.